# Trem Desportivo Clube
El Trem Desportivo Clube es un equipo de fútbol de Brasil que juega en el campeonato Brasileño de Serie D, la cuarta división nacional; y en el Campeonato Amapaense, la primera división del estado de Amapá.

## Historia
Fue fundado el 1 de enero de 1947 en la ciudad de Macapá del estado de Amapá por Bellarmino Paraense de Barros, Benedito Malcher, los hermanos Osmar y Arthur Marinho, Walter y José Banhos entre otros. La sede del club se encuentra en uno de los barrios más importantes de Macapá y el nombre del club Trem (en español: Tren) es porque sus fundadores se dedicaban a los ferrocarriles en diversos puestos, tanto así que su mascota es una locomotora, aunque su uniforme está inspirado en el CR Flamengo de Río de Janeiro.
Es uno de los equipos más ganadores del Campeonato Amapaense, el cual ha ganado en nueve ocasiones, además de ganar el desaparecido torneo de Amazonia en cinco ocasiones, siendo el club más ganador del torneo.
En 1993 participa por primera vez en la Copa de Brasil, aunque nunca han superado la primera ronda de la copa; y también participaron en el Campeonato Brasileño de Serie C por primera vez en 2004, donde avanzaron hasta la segunda ronda y terminaron en el lugar 31 entre 60 equipos.
En 2011 participan por primera vez en el Campeonato Brasileño de Serie D en donde terminaron en el lugar 21 entre 40 equipos.

## Palmarés
Torneos regionales
- Torneio Integração da Amazônia (5): 1985, 1986, 1987, 1988, 1990

Torneos estatales
- Campeonato Amapaense (10): 1952, 1984, 2007, 2010, 2011, 2021, 2022, 2023, 2024, 2025